# Виктория (богиня)
Вижте пояснителната страница за други значения на Виктория.
Виктория (на латински: Victoria) е древноримска богиня на победата. Първоначално е наричана Вика Пота („Могъща победителка“) по името на божеството, което наследява, като това име се запазва като неин епитет. По своя произход е старо италийско божество, вероятно сабинско; по-късно е отъждествена с гръцката богиня Нике. Често е асоциирана с Белона. Представяна е като млада жена с крила, държаща лавров венец или палмово клонче.
Виктория олицетворява победоносната война и победата. В Рим са ѝ посветени храм на Палатинския хълм и олтар в сенатската курия, издигнат при Октавиан Август. Съществува обичаят след отпразнуването на триумф, римския пълководец да постави нейна статуя при храма ѝ. Празникът на Виктория е на 12 април.